# Cayo Claudio Espinal
Cayo Claudio Espinal (8 de enero de 1955, San Francisco de Macorís ) es un poeta, ensayista y abogado dominicano. 

## Biografía
Nace en San Francisco de Macorís, República Dominicana, el día 8 de enero de 1955. Se graduó de Licenciado en Derecho en la Pontificia Universidad Católica Madre y Maestra y realizó una Maestría en Educación Superior en la Universidad Autónoma de Santo Domingo. Presidió el Consejo Presidencial de Cultural en el período 1999-2000. 
Su poesía ha sido divulgada en diferentes suplementos literarios del país. En 1979, obtuvo el Premio Siboney de Poesía por su libro Banquetes de aflicción. 
Es fundador del Movimiento Contextualista, que plantea la búsqueda de una estética de la ciencia y del contexto, la creación de una cuarta dimensión por medio de la mezcla de culturas, y la asunción de un nuevo humanismo. Es director general de la Anticentral Contextualista, escuela de formación integral, y de la Editora Contextualista.
Fue elegido miembro de número de la Academia Dominicana de la Lengua el 26 de marzo de 2018.

## Publicaciones
Ha publicado los libros siguientes
- Utopía de los Vínculos, 1982;
- Comedio [entre gravedad y risa], 1993;
- Las Políticas Culturales en la República Dominicana, 2000;
- La Mampara [en el País de lo Nulo], 2002,
- Clave de Estambre, 2007.
- Ápices Cortados,2009